# Тримения
Триме́ниевые (лат. Trimeniaceae) — монотипное семейство цветковых растений, включает несколько видов в одном роде Тримения (Trimenia).
Представители семейства — древесные растения, вырабатывающие эфирные масла. Произрастают в субтропических и тропических климатических зонах Юго-Восточной Азии, на востоке Австралии и островах Тихого океана.
Цветы издают сильный запах, опыляются мухами-журчалками, пилильщиками Pergidae, настоящими пчелами, а также коллетидами и галиктами.  
В системе классификации Кронквиста семейство отнесено к порядку Лавроцветные. В системах классификации APG III (2009) и APG II (2003) место семейства определено в порядке Австробэйлиецветные в кладе магнолииды.

## Виды
Род включает 8 видов:
- Trimenia bougainvilleensis (Rodenb.) A.C.Sm. (1978)
- Trimenia macrura (Gilg & Schltr.) Philipson (1986)
- Trimenia marquesensis F.Br. (1935)
- Trimenia moorei (Oliv.) Philipson (1986)
- Trimenia neocaledonica Baker f. (1921)
- Trimenia nukuhivensis W.L.Wagner & Lorence (1999)
- Trimenia papuana Ridl. (1916)
- Trimenia weinmanniifolia Seem. (1873) typus